# Hoolock hoolock
El gibón hoolock occidental (Hoolock hoolock) es una Especie de primate hominoideo de la familia Hylobatidae. La especie se encuentra en Assam, Bangladés y en Birmania al este del río Chindwin.

## Clasificación
Mootnick y Groves establecieron que el género Bunopithecus no era válido, y lo ubicaron en un nuevo género, Hoolock. Este género se argumentó contenía dos especies distintas, las cuales previamente se pensaba que se trataba de subespecies: Hoolock hoolock y Hoolock leuconedys.

## Hábitat
En la India y Bangladés es encontrado en la copa de los árboles donde existen, hojas anchas, hojas perennes y selva semi húmeda. La especie es un importante dispersor de semillas; su dieta se compone principalmente de frutas maduras, con algunas flores, hojas y brotes.

## Conservación
Existen numerosas amenazas para esta especie en la selva, siendo actualmente totalmente dependientes de la acción humana para su supervivencia. Las amenazan incluyen, la invasión de los hábitats por los humanos, destrucción de la selva para el cultivo del té, la práctica del jhuming (roza y quema), cacería para alimento, la captura para comerciarlo, y por último la degradación del bosque.
En los últimos treinta a cuarenta años, la cantidad de gibones hoolock de occidente, se estima que ha disminuido, desde más de cien mil individuos (Assam por sí sola estimó tener cerca de ochenta a principio de la década de los años 1970) a menos de cinco mil individuos (una disminución mayor al 90%). Está catalogado como en especie en peligro de extinción por la UICN, y fue incluido en la publicación bianual Los 25 primates en mayor peligro del mundo, 2008-2010.